# Sebiș
Sebiș (în maghiară Borossebes, în germană Sebesch) este un oraș în județul Arad, Crișana, România, format din localitatea componentă Sebiș (reședința), și din satele Donceni, Prunișor și Sălăjeni. Situat la o distanță de 82 km față de municipiul Arad, orașul Sebiș ocupă o suprafață de 65,94 km2. Sebiș este unul dintre cele mai importante centre urbane de pe Valea Crișului Alb.

## Istoric
Este atestat documentar din anul 1542, deci mai târziu față de alte localități din zonă: Ineu sau Buteni, atestate încă din secolele XIII-XIV. 

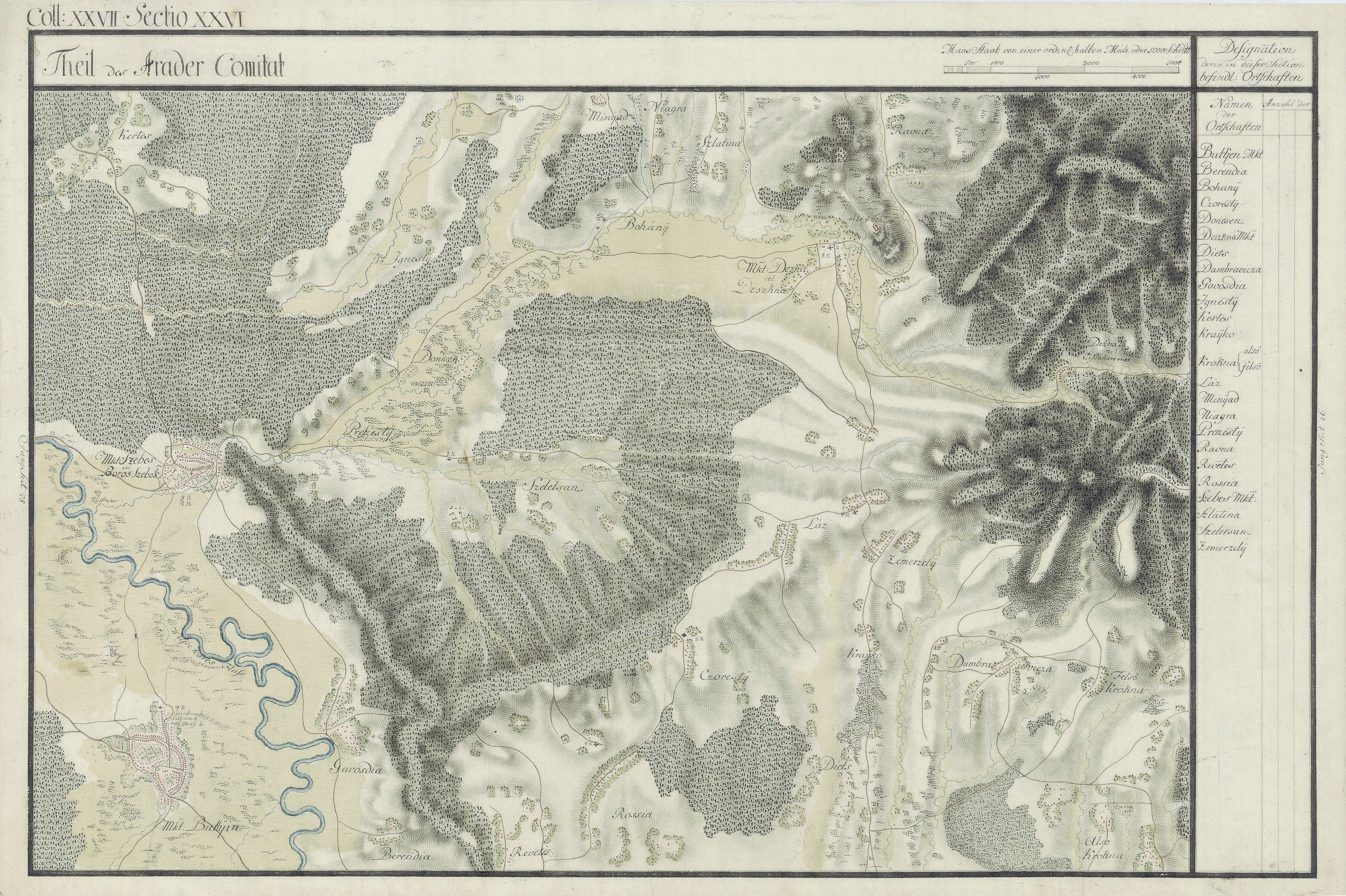
Sebiș în Harta Iosefină a Comitatului Arad, 1782-85

A făcut parte din Comitatul Zarand. Când acesta este împărțit în două, partea sa estică rămânând în componența Principatului Transilvaniei, Sebișul, arondat fiind părții vestice a comitatului, este înglobat teritoriului numit "Partium", alături de comitatele Aradului, Bihorului și Sătmarului. Aceste comitate depindeau direct de coroana ungară. Satul Donceni este consemnat din anul 1439, satul Prunișor din anul 1406 și Sălăjeni din anul 1574.
Sebișul s-a aflat până la sfârșitul secolului al XVIII-lea sub ocupație otomană și mai apoi sub administrație habsburgică, perioadă în care cunoaște o dezvoltare accentuată. După mișcările revoluționare de la 1848, Sebișul devine un important centru de emancipare națională a românilor din Depresiunea Crișului Alb.
Parohia ortodoxă cu hramul "Sfinții Arhangheli Mihail și Gavriil" este menționată încă din secolul al XVI-lea. Actuala biserică datează însă, din 1829. De câțiva ani, s-a mai înființat o parohie, în "Satu Nou", cu hramul "Sfânta Treime".
Pe lângă cele doua parohii ortodoxe din oraș mai există biserici neoprotestante și câte o biserică reformată și romano-catolică. În total, Sebiș cu toate localitățile componente găzduiește 19 biserici.
Vechea clădire a primăriei este construită în stilul renașterii flamande.
Clădirea în care la ora actuală funcționează biblioteca datează din 1814 și este fostul conac al conților Waldstein, originari din Boemia. Este construită în stilul barocului târziu.

## Demografie
Componența etnică a orașului Sebiș
     Români (83,73%)
     Romi (5,58%)
     Maghiari (1,04%)
     Alte etnii (0,26%)
     Necunoscută (9,39%)
Componența confesională a orașului Sebiș
     Ortodocși (65,51%)
     Penticostali (13,31%)
     Baptiști (7,49%)
     Romano-catolici (1,18%)
     Alte religii (2,83%)
     Necunoscută (9,69%)
Conform recensământului efectuat în 2021, populația orașului Sebiș se ridică la 5.410 locuitori, în scădere față de recensământul anterior din 2011, când fuseseră înregistrați 5.979 de locuitori. Majoritatea locuitorilor sunt români (83,73%), cu minorități de romi (5,58%) și maghiari (1,04%), iar pentru 9,39% nu se cunoaște apartenența etnică. Din punct de vedere confesional, majoritatea locuitorilor sunt ortodocși (65,51%), cu minorități de penticostali (13,31%), baptiști (7,49%) și romano-catolici (1,18%), iar pentru 9,69% nu se cunoaște apartenența confesională.
|  | Graficele sunt indisponibile din cauza unor probleme tehnice. Mai multe informații se găsesc la Phabricator și la wiki-ul MediaWiki. |

Date: Recensăminte sau birourile de statistică - grafică realizată de Wikipedia

## Politică și administrație
Orașul Sebiș este administrat de un primar și un consiliu local compus din 15 consilieri. Primarul, Cristian Feieș[*], de la Partidul Național Liberal, este în funcție din octombrie 2020. Începând cu alegerile locale din 2024, consiliul local are următoarea componență pe partide politice:
|  | Partid                          | Consilieri | Componența Consiliului | Componența Consiliului | Componența Consiliului | Componența Consiliului | Componența Consiliului | Componența Consiliului | Componența Consiliului | Componența Consiliului |
|  | ------------------------------- | ---------- | ---------------------- | ---------------------- | ---------------------- | ---------------------- | ---------------------- | ---------------------- | ---------------------- | ---------------------- |
|  | Partidul Național Liberal       | 8          |                        |                        |                        |                        |                        |                        |                        |                        |
|  | Partidul Social Democrat        | 5          |                        |                        |                        |                        |                        |                        |                        |                        |
|  | Alianța pentru Unirea Românilor | 2          |                        |                        |                        |                        |                        |                        |                        |                        |

## Cartiere
- Satu Vechi;
- Satu Nou;
- Strâmtură;
- Prăjești.

## Economie
Economia orașului cunoaște în prezent o dinamică puternică cu creșteri semnificative semnalate în toate sectoarele de
activitate, în special în tradiționala industrie ușoară locală (pielărie) și blănărit unde orașul s-a extins chiar și spre export în UE si Asia. De asemenea, și industria mobilei și lemnului și agricultura performează.
A fost considerat în ultimii ani cel mai bogat oraș din județul Arad și cel mai bogat oraș din România la nivelul celor cu până la 10.000 de locuitori.

### Parcul fotovoltaic
În aprilie 2013, în Sebiș (satul Prunișor) a fost deschis un mare parc fotovoltaic. Inițial, investiția ce aparținea companiei spaniole "Promocion Inversolar 65", alocase un buget de 100 de milioane de euro pentru trei proiecte energetice derulate în Sebiș pe o suprafață totală de aproape 200 de hectare. Acest parc fotovoltaic trebuia să fie cel mai mare din România și unul dintre cele mai mari din Europa. La realizarea parcului au lucrat 700 de oameni, 200 fiind specialiști aduși din Spania, iar restul fiind din zonă sau din județele învecinate.
Din nefericire, din suprafața totală de teren cumpărată pentru producerea energiei verzi, doar 44 de hectare sunt folosite. Prin intermediul a două proiecte, aici au fost instalate 72.000 de panouri fotovoltaice, cu o putere totală de 15 MW, energia fiind furnizată în rețeaua națională. Cel de-al treilea proiect de la Sebiș a fost înghețat după apariția taxei pe stâlp, în 2014, care i-a speriat pe investitori.

## Infrastructură
Orașul Sebiș comunică cu regiunea prin șosea și cale ferată (inaugurată în anul 1881).
Calea Ferată face legătura Brad - Gurahonț - Sebiș - Ineu - Sântana - Arad.
Prin Sebiș trec drumurile județene:
- DJ793 care face legătura între Buteni și Beliu;
- DJ792B care face legătura între Bârsa și Moneasa.

Prin apropiere trece drumul național DN79A care face legătura între Sântana și Brad.
Sebișul are asfalt, canalizare în proporție de 100%, apă completă și o rețea de trotuare cuprinzătoare. Șoseaua de centură este în dezvoltare, cu pod peste Valea Deznei.

## Facilități și servicii publice
Orașul dispune de: jandarmerie, poliție, pompieri, SMURD, ambulanță, spital, liceu, facultate etc.

### Sănătate
În decursul ultimilor ani, Spitalul Orășenesc din Sebiș a fost extins și modernizat la standarde europene, secția de pediatrie și laboratoarele de analize fiind renovate. În 2014, secția nouă de radiologie a beneficiat de o donație făcută de parteneri britanici în valoare 100.000 de euro. Primul parteneriat româno-britanic pentru sănătate a fost inaugurat în prezența ambasadorului Marii Britanii și Irlandei de Nord. Spitalul local atrage acum și pacienți din Hălmagiu sau Gurahonț care înainte se deplasau fie la Arad, fie la Brad pentru un examen radiologic.

### Educație
Pe partea de învățământ, toate unitățile de învățământ sunt renovate și modernizate: liceu, școlile generale din Sebiș, Prunișor, Prăjești și grădinițe, după lucrări din ultimii ani în valoare de 30 miliarde lei vechi.
Deși orașul deține și o universitate, mulți dintre tinerii sebișeni aleg sa studieze la Timișoara sau Arad, sau chiar la Cluj-Napoca sau București.

## Viața culturală
Orașul deține o casă de cultură nouă formată din sală principală (amfiteatru) cu capacitate de 500 de locuri și sistem de sonorizare, sală biblionet, bibliotecă, cinematograf și sală de expoziții. În trecut au emis și două posturi de radio și o televiziune.
Ziarul Sebiș Express a ajuns la ediția cu numărul 67.

## Sport
Echipa de fotbal locală a activat în Liga a III-a până în 2018 unde s-a luptat aproape an de an pentru promovare. Din 2021 echipa a fost înscrisă în liga VI și încercă să ajungă din nou printre echipele fruntașe ale județului. În 2014, CS Național Sebiș și-a inaugurat noua bază sportivă. Ridicat de la zero, "Complexul Sportiv Național" este cel mai modern din județ în acest moment. Sediul clubului este dotat cu hotel pentru cazarea jucătorilor, sală de mese și bucătărie, spălătorie, salon de recuperare, lojă oficială, vestiare și birouri. Tribuna principală a fost modernizată și extinsă și au locuri pe scaune. O nouă tribună paralelă a fost construită.
Începând cu anul 2013, la Sebiș se desfășoară competiția Sebiș Enduro Challenge, ce contează în economia Campionatul Național de Enduro, Campionatului Național Maghiar de Enduro cât și în Campionatul Est-European de Enduro.
De-a lungul anilor, echipele de handbal ale liceului din Sebiș au obținut rezultate remarcabile pe plan regional și național la fel ca și echipele de oină și atletism.

## Obiective turistice
- Casa Waldstein, în localul căreia se află azi biblioteca orașului;
- Rezervația naturală Dealul Pleșa.

De asemenea, orașul Sebiș este pentru turiști punctul de pornire spre cursul superior al Crișului Alb, spre stațiunea balneoclimaterică Moneasa și spre culmile Munților Codru-Moma.

## Orașe înfrățite
- Elek, Ungaria (1992)

## Personalități marcante
- Mihai Beniuc (1907–1988) - poet, prozator și psiholog român